# Pietramontecorvino
Pietramontecorvino ( a Prétë in dialetto locale, fino al 1862 chiamata semplicemente Pietra) è un comune italiano di 2 395 abitanti della provincia di Foggia in Puglia.

## Geografia fisica
Pietramontecorvino sorge nel Subappennino Dauno a 456 m s.l.m., su uno sperone roccioso che domina il Guado degli Uncini, una vallata percorsa dal torrente Triolo, affluente di destra del Candelaro.
Il territorio comunale ha un'altimetria variabile fra i 153 e i 950 m s.l.m. con una superficie complessiva di 71,16 km².

## Storia
Secondo la tradizione, l'abitato trae origine da quello di Montecorvino, un piccolo centro di probabile origine bizantina, attestato quale sede vescovile  nel 1018. Dopo un periodo di relativa floridezza, nel 1137 Montecorvino fu distrutta da Ruggero il Normanno ed allora una parte degli abitanti si stanziarono in località Pietra, dove trovarono rifugio in alcune grotte poste su uno sperone roccioso.
Tra la metà del XII secolo e gli inizi del XIII, Pietra, nota allora come Castel di Pietra o Pietra di Monte Corvino, era feudo dei normanni Guglielmo e Ruggero de Parisio (privilegio confermato anche da Papa Alessandro IV nel maggio 1255) mentre nel 1268 era infeudata a Guglielmo de Parisio, figlio di Ruggero, nonché ribelle contro Carlo I d'Angiò. Alla fine del XIII secolo, in pochi anni la baronia di Pietra passò tra le mani di Giovanni Bertaldo (1269-1278) e Leonardo de Verulis (1279-1281), cancelliere del Principe d'Acaia Guglielmo II di Villehardouin, Enrico di Vaudemont (1283-1299). Nel 1292 il feudo è detenuto dal principe di Salerno Carlo Martello, primogenito di Carlo II d'Angiò e di Maria d'Ungheria, che lo ricedette al conte di Vaudemont.
Il conte di Telese Bartolomeo Siginulfo, eminente personaggio della corte angioina, fu feudatario di Pietra dal 1306 al 1309 quando, accusato di adulterio con la moglie di Filippo della Capitanata, fratello del re, il feudo venne confiscato e passò fra i possedimenti della corona. Nel 1337 divenne signore di Pietra Carlo de Cabannis, figlio di uno schiavo moro della corte napoletana che emancipatosi divenne vice siniscalco del Regno. Nel 1345, Carlo de Cabannis fu accusato di aver ordito l'assassinio di Andrea, marito della regina Giovanna I di Napoli e venne condannato a morte. La baronia passò quindi di mano in mano fra numerosi altri feudatari.
Nel 1433 la piccola diocesi di Montecorvino venne soppressa e nel 1441 l'abitato venne saccheggiato dagli aragonesi, impegnati nella guerra contro gli angioini per la successione al trono di Napoli. Nel giugno del 1442 Alfonso I dona Pietramontecorvino al nuovo conte di Troia, Garcia Cavaniglia, a cui succederà, nel 1453, il figlio Giovanni.
Il violentissimo terremoto del 5 dicembre 1456 completò la distruzione di Montecorvino, che alcuni anni dopo risultava completamente disabitata.
Nel 1580 ebbe inizio la dominazione feudale di Pietra (la Preta) ad opera dei duchi di Montalto di Tocco, che detennero il feudo sino all'eversione della feudalità, nel 1806. Nel 1862 la denominazione ufficiale del paese fu stabilita in Pietramontecorvino.

## Monumenti e luoghi d'interesse
Il centro storico di Pietramontecorvino - detto Terravecchia - mantiene in buona parte le peculiarità architettoniche dell'originario tessuto urbanistico medievale, con le abitazioni in tufo, che sono in parte ricavate scavando direttamente la roccia tufacea.
L'abitato, di forma circolare, era un tempo cinto da opere di fortificazione lungo le quali si aprivano le tre porte, dette Porta di Santa Caterina, Portella e Port'Alta, che conserva oggi un pregevole arco ogivale. La Torre Normanna, alta circa 30 metri, svetta non lontana da palazzo ducale, mentre poco lontana si trova l'ultima casa-torre superstite.

### Torre Normanna
La torre, di cui si è ipotizzata un'origine normanna ma le cui modifiche si sono protratte anche durante il periodo svevo e angioino, è alta circa 25 metri ed è a pianta quadrata su cinque livelli. La tipologia costruttiva è molto simile alle torri di Tertiveri e Montecorvino, costruite in età normanno-sveva. Vi si accedeva attraverso una scala in muratura a circa 7 metri dal suolo. Ogni piano è dotato di due finestre, di cui due ornate da bifore probabilmente del periodo angioino. Nel 1309 comunque la torre viene descritta come "scoperta, vecchia e abbandonata" forse a causa delle continue lotte tra gli ultimi eredi degli svevi e gli angioini. Dopo diverse opere di manutenzione la torre è stata riaperta al pubblico agli inizi degli anni 2000.

### Chiesa di Santa Maria Assunta
Attestata dal 1328, la chiesa matrice di Pietramontecorvino fu probabilmente costruita alla fine del XII secolo. Nel XVIII secolo importanti lavori di ristrutturazione ne capovolsero l'orientamento originario, che prevedeva l'altare rivolto ad oriente.
La scalinata esterna, il loggiato e il portale sono settecenteschi, mentre risalgono al nucleo originale dell'edificio il portale laterale, con triplice arco ogivale e bassorilievo dell'Agnus Dei, e il primitivo presbiterio gotico (oggi presso l'ingresso principale). L'interno conserva anche una cappella di gusto rinascimentale e il cenotafio della famiglia Tinto (1567). L'altare maggiore è barocco.
La quadrangolare torre campanaria, di tipico assetto medievale, è sormontata da una cupola maiolicata sui toni del verde e del giallo.

### Palazzo Ducale
La presenza di uno stemma angioino e alcune bifore riccamente ornate attestano l'origine duecentesca del complesso che prende il nome di Palazzo Ducale, un edificio di tre piani la cui ala nobile, quella meridionale, presenta un ingresso sormontato da un mascherone che conduce nel salone di rappresentanza. sulla volta di questo compare un affresco con lo stemma dei duchi Montalto di Tocco e il motto "Duriora decoxi ("Ho frantumato cose più dure").

## Società

### Evoluzione demografica
Abitanti censiti

## Cultura
Pietramontecorvino fa parte del circuito I borghi più belli d'Italia ed è Bandiera arancione del Touring Club Italiano.

## Amministrazione
Di seguito è presentata una tabella relativa alle amministrazioni che si sono succedute in questo comune.
| Periodo          | Periodo          | Primo cittadino      | Partito                                                        | Carica  | Note  |
| ---------------- | ---------------- | -------------------- | -------------------------------------------------------------- | ------- | ----- |
| 6 giugno 1985    | 6 luglio 1989    | Enzo Santangelo      | lista civica                                                   | Sindaco | [ 8 ] |
| 6 luglio 1989    | 15 gennaio 1990  | Alberto Barrasso     | lista civica                                                   | Sindaco | [ 8 ] |
| 15 gennaio 1990  | 21 novembre 1994 | Antonio Di Donato    | Partito Comunista Italiano, Partito Democratico della Sinistra | Sindaco | [ 8 ] |
| 21 novembre 1994 | 30 novembre 1998 | Antonio Di Donato    | Progressisti                                                   | Sindaco | [ 8 ] |
| 30 novembre 1998 | 27 maggio 2003   | Antonio Di Donato    | L'Ulivo                                                        | Sindaco | [ 8 ] |
| 27 maggio 2003   | 15 aprile 2008   | Saverio Lamarucciola | Alleanza Nazionale                                             | Sindaco | [ 8 ] |
| 15 aprile 2008   | 27 maggio 2013   | Saverio Lamarucciola | lista civica                                                   | Sindaco | [ 8 ] |
| 27 maggio 2013   | 15 maggio 2023   | Raimondo Giallella   | lista civica Impegno e rinnovamento                            | Sindaco | [ 8 ] |
| 15 maggio 2023   | in carica        | Domenico Zuppa       | lista civica Pietra futura                                     | Sindaco | [ 8 ] |

## Sport
Ha sede nel comune la società di calcio A.S.D. Pietramontecorvino, che ha disputato campionati dilettantistici regionali.